# オリエント時計
オリエント時計株式会社（オリエントどけい）は、東京都新宿区に本社を置く日本の企業である。2017年3月31日まではセイコーエプソン（以下、エプソン）の機能子会社で、連結事業として腕時計の製造、販売を行っていた。同年4月1日付を以て親会社のエプソンに事業統合され、以降はエプソンの腕時計のブランド（ORIENTブランド）として機能している。

## 概要
かつてはウォッチ専業メーカーであったが、プリンタ事業や電子機器事業に進出し、2008年3月期には連結売上高の7割近くが時計以外の事業によるものとなっていた。エプソンによる完全子会社化によりプリンタ事業や電子機器事業が分離されてからは、再びウォッチ専業となっていた。
ウォッチの分野では、機械式腕時計が全盛だった1970年代前半まで、独特のセンスによる極端に個性的で強烈なデザインの腕時計を世に送りだしていた。1970年代にはクォーツ時計の比率を高め、アラーム腕時計「デジタル三世」、低価格腕時計「デジタルエース」などのヒット商品を生みだした。一時は機械式時計の開発を行わなくなったが、1990年代末には機械式時計ブランドの「オリエントスター」を復活させた。安価だが比較的精度の高い機械式ムーブに特徴のあるデザインや、ぜんまい残量を示すリザーブメーターを付けた事から次第に売り上げを伸ばし、2000年代前半には普及機から高級機まで機械式時計のラインナップを揃えた。2004年（平成16年）には1960年代の薄型自動巻ムーブを元に新規の自動巻ムーブを開発し、フラッグシップブランドである「ロイヤルオリエント」を復活、2007年（平成19年）時点では比較的単価の高い機械式時計が主力商品となっており、クォーツの比率は低くなっている。
1978年（昭和53年）にはクロックメーカーの東京時計製造を買収し、クロック分野に進出したが、後に撤退している。
1980年代はイメージキャラクターに女性アイドル歌手や女性タレントなどを起用しており、岩崎良美、中森明菜、Wink、山田邦子らがテレビCMに出演していた。
2017年（平成29年）4月1日に販売部門はエプソン販売へ、その他部門はエプソンに統合された。オリエント腕時計の部品製造や組み立ては、秋田エプソン（旧・秋田オリエント精密）の本社工場で行われている。

## 沿革

### 東洋時計株式会社
（時計の小売販売事業を行っている東洋時計株式会社（1931年創業）とは別会社。）
（1901年（明治34年） - 吉田庄五郎により、下谷区上野元黒門町（後の台東区上野二丁目）にて吉田時計店が創業される。）
- 1920年（大正9年） - 東洋時計製作所として設立され、置時計の製造を始める。
- 1934年（昭和9年） - 腕時計の製造を始める。
- 1936年（昭和11年） - 南多摩郡日野町（後の日野市）に工場を新設する。
- 戦時中 - 商号を変更し東洋兵器工業株式会社となる。後に東洋時計株式会社へと商号変更する。
- 1946年（昭和21年） - 労働争議（東洋時計上尾争議）が勃発。暴力団が介入する中で1名が死亡[8]、100名以上[9]が負傷する。

後に東洋時計は事業を停止する。

### オリエント時計株式会社
- 1950年（昭和25年） - 多摩計器株式会社として東京都南多摩郡日野町にて設立される。東洋時計の日野工場を借り受け、腕時計などの製造を始める。
- 1951年（昭和26年） - 商号をオリエント時計株式会社に変更する。機械式腕時計「オリエントスター」発売。
- 1952年（昭和27年） - 借り受けていた日野工場が公売にかけられたため、これを落札して自社所有とする。
- 1953年（昭和28年） - 本店を東京都中央区へ移転する。
- 1956年（昭和31年） - 本店を東京都千代田区へ移転する。
- 1961年（昭和36年） - 東京証券取引所第2部(現・スタンダード)に上場する。
- 1976年（昭和51年） - イメージキャラクターに千葉真一を起用したCMや広告を展開し始める。
- 1978年（昭和53年） - 東京時計製造株式会社の株式を過半数取得し、子会社とする。
- 1981年（昭和56年） - 子会社として羽後時計精密株式会社（後の株式会社ユーティーエス）を設立する。
- 1984年（昭和59年） - 東京時計製造を清算する[10]。
- 同年 - エプソンとの合弁により株式会社ソーテックを設立[11]し、IC組立事業に進出する。
- 1986年（昭和61年） - 子会社として秋田オリエント精密株式会社を設立する。
- 1997年（平成9年） - エプソンに対する第三者割当増資を行い、同社が筆頭株主となる。
- 1998年（平成10年） - 株式会社ソーテックをエプソンへ譲渡する。
- 2001年（平成13年） - 本社を千代田区の本店所在地へ移転し、日野事業所から撤退する。エプソンに対する第三者割当増資を行い、52%の株式を取得した同社が親会社となる。旧日野事業所は同社が引き取った。
- 2003年（平成15年） - 3期連続で債務超過の状態が続いたため、東証2部を上場廃止となる。グリーンシート銘柄として登録される。
- 2008年（平成20年） - エプソンが株式公開買い付けを実施。
- 2009年（平成21年） - エプソンの機能子会社となる。グリーンシート銘柄登録取消および上場廃止。
- 2017年（平成29年）4月1日 - 販売部門はエプソン販売へ、その他部門はエプソンに統合され、企業としてのオリエント時計は事実上の休眠会社となる。

## 関連企業
一部のみを記載する。

### 秋田オリエント精密株式会社（現・秋田エプソン株式会社）
オリエント時計の子会社であった。かつては腕時計用ムーブメントなどを生産していたが、後にプリンタ部品、水晶振動子の加工、組立が主たる事業となった。2009年（平成21年）4月1日、オリエント時計からエプソンへの株式譲渡により、エプソンの直接子会社となった。同日付けで秋田エプソン株式会社に商号変更。本社は秋田県湯沢市。

#### 沿革
- 1986年（昭和61年） - 設立される。
- 1999年（平成11年） - 株式会社ユーティーエスから時計事業を譲受する。
- 2003年（平成15年） - オリエント時計へ時計事業を譲渡する。
- 2009年（平成21年） - 秋田エプソン株式会社に商号変更。

### 株式会社ユーティーエス
オリエント時計の子会社で、シリコンウェハーの加工を主たる事業としていた。更に以前は腕時計の地板、ケース、バンドなども生産していた。本社は秋田県雄勝郡羽後町であった。2017年4月1日付で秋田エプソン株式会社と合併し消滅。

#### 沿革
- 1981年（昭和56年） - 羽後時計精密株式会社として設立される。
- 1986年（昭和61年） - 商号を株式会社ユーティーエスに変更する。
- 1999年（平成11年） - 秋田オリエント精密株式会社へ時計事業を譲渡する。
- 2017年（平成29年）4月1日 - 秋田エプソン株式会社と合併し消滅。